# Medaglia d'onore ai cittadini italiani deportati e internati nei lager nazisti 1943-1945
La Medaglia d'onore ai cittadini italiani deportati e internati nei lager nazisti 1943-1945 è una decorazione destinata ad onorare tutti i cittadini italiani deportati e internati nei lager nazisti durante la seconda guerra mondiale, tra il 1943 ed il 1945, con riferimento sia agli Internati Militari Italiani (Italienische Militär-Internierte, IMI) che ai civili.
La legge n. 296 del 27 dicembre 2006, istitutiva della distinzione onorifica, dispone la "concessione di una medaglia d'onore ai cittadini italiani, militari e civili, deportati ed internati nei lager nazisti e destinati al lavoro coatto per l'economia di guerra, ai quali, se militari, è stato negato lo status di prigionieri di guerra, e ai familiari dei deceduti, che abbiano titolo per presentare l'istanza di riconoscimento dello status di lavoratore coatto".
Il legislatore italiano, dopo aver sancito che "la Repubblica italiana riconosce, a titolo di risarcimento soprattutto morale, il sacrificio dei propri cittadini deportati ed internati nei lager nazisti nell'ultimo conflitto mondiale" ha individuato nella "medaglia d'onore" un opportuno riconoscimento simbolico.
La medaglia d'onore è coniata dall'Istituto Poligrafico e Zecca dello Stato in metallo (bronzo), con nastrino. Al dritto porta lo stemma della Repubblica Italiana con intorno la scritta: "Medaglia d'Onore ai cittadini italiani deportati ed internati nei Lager nazisti 1943-1945" ed al rovescio, dentro ad un cerchio di filo spinato spezzato, che dimostra la libertà ritrovata dal nazifascismo, è inciso il nome e cognome dell'internato o del deportato.
La consegna della onorificenza ai superstiti o alle loro famiglie è stata idealmente collegata ed ha luogo alla data del 27 gennaio, "Giorno della Memoria", istituito con la legge del n. 211 del 20 luglio 2000, approvata all'unanimità da tutte le forze politiche per ricordare lo sterminio e le persecuzioni del popolo ebraico e dei deportati militari e politici italiani nei campi nazisti e rendere omaggio alle numerose vittime, nonché a tutti coloro che, a rischio della propria vita, si sono opposti al progetto di sterminio nazifascista, salvando vite umane e proteggendo i perseguitati: in tale data, infatti, si commemora il 27 gennaio 1945, quando i soldati dell'Armata Rossa entrarono nel campo di concentramento di Auschwitz abbattendo i cancelli del più esteso luogo di sterminio nazista, oppure in occasione della Festa della Repubblica, il 2 giugno.

## Medaglie "famose"
Fra gli Imi “famosi”, qualcuno non ha potuto ricevere la medaglia d'onore perché già morto, come Giovannino Guareschi, per il quale la ritirarono, nel 2014 in prefettura a Parma, i figli Alberto e Carlotta; altri ancora in vita la rifiutarono, come Gianrico Tedeschi, « pago di aver fatto il suo dovere. »
Ci sono stati poi casi nei quali a esser famosi erano i figli, che hanno avuto la medaglia per i rispettivi padri deceduti: come Vasco Rossi, a Modena nel 2020, e Francesco Guccini, a Bologna nel 2021., Sara Ciampi per la nonna Alba Valech Capozzi, a Genova il 29 Ottobre 2024. 